# Edvard von Krusenstjerna
Julius Edvard von Krusenstjerna, född 26 september 1841 i Edhult, Askeryds socken, Jönköpings län, död 1 februari 1907 i Narvik, Norge, var en svensk ämbetsman och politiker. Han var civilminister 1883–1889 och 1896–1902, generaldirektör i postverket 1889–1907, riksdagsledamot 1885–1893 (första kammaren) och 1894–1907 (andra kammaren). von Krusenstjerna var bror till Ernst von Krusenstjerna och farbror till Agnes von Krusenstjerna.

## Biografi

### Levnadshistoria före inträde i regeringen
Edvard von Krusenstjerna studerade vid Uppsala universitet där han 1864 blev juris utriusque kandidat. Därefter hade han olika ämbeten inom Svea hovrätt, blev sekreterare i Nya Lagberedningen 1875–1877 och var ledamot 1877–1878. Efter att ha blivit revisionssekreterare 1879 blev han expeditionschef för civildepartementet 1879–1883. I oktober 1883 kallades han av Oscar II efter Arvid Posses avgång som statsminister till konsultativt statsråd i regeringen.

### I regeringen 1883–1889
Efter att den nye statsministern Carl Johan Thyselius hade vikarierat som civilminister övertog von Krusenstjerna civildepartementet den 30 november 1883. Under statsminister Robert Themptander tog den nye civilministern många nya initiativ, bland annat en ny gruvlagsstiftning och en ny patentförordning (1884) som lade grunden till Patent- och registreringsverket. Efter Themptanders avgång stannade von Krusenstjerna kvar som civilminister under Gillis Bildt men avgick till förmån för landshövdingen Lennart Groll 12 oktober 1889.

### Riksdagstiden
von Krusenstjerna var riksdagsledamot under 22 års tid. Åren 1885–1893 tillhörde han första kammaren och var 1894–1907 ledamot av andra kammaren för Stockholms stads fjärde valkrets. Åren 1890–1893 tillhörde han en riksdagsgruppering som kallade sig Första kammarens minoritetsparti och 1894 gick han med i en gruppering som kom att kallas Borgmästarepartiet. Från 1895 och resten av sin riksdagstid var han däremot partilös vilde.

### Återkomsten till regeringen 1896
Statsministern och ungdomsvännen Erik Gustaf Boström hade redan 1892 tänkt sig von Krusenstjerna som utrikesminister efter Carl Lewenhaupt, men von Krusenstjerna var då möjligen upptagen med sysslan som generalpostdirektör. 6 oktober 1896 utsågs von Krusenstjerna istället återigen till civilminister och efterträdde den skandaliserade Lennart Groll.
Under von Krusenstjernas andra statsrådsperiod, som varade fram till 5 juli 1902, gjordes det många framsteg på kommunikationssidan, bland annat anläggandet av statsbanorna Krylbo - Örebro och Boden - Morjärv (1897), längdbanan genom Bohuslän och Gällivare - Riksgränsen (1898), inköp av Örebro - Frövikenbanan och anskaffande av en svensk ångfärja mellan Malmö - Köpenhamn (1899), beviljande av ett betydande låneunderstöd till en järnväg mellan Borås och Alvesta, förbättringar av vattenkommunikationerna genom kanalanläggningar (Sveakanalen), upprensningar av segelleder. På grund av sin höga ställning hos kung Oscar och sin personliga duglighet som statsråd utsågs han till serafimerriddare 1899.
1900 omorganiserades civildepartementet. Handeln, industrin och sjöfarten överfördes till Finansdepartementet, post och telegrafväsendet flyttades in under Civildepartementet och Jordbruksdepartementet inrättades. Detta skedde på grund av von Krusenstjernas ambition att inrätta ett departement för sociala ärenden. På det sociala området fanns det även förslag, bland annat förslag om förordning om kvinno- och barnarbete inom industrin (1900) och inrättandet av en riksförsäkringsanstalt (1902).

### Sista åren
Efter Boströms återkomst som statsminister 1902 avgick von Krusenstjerna till förmån för juristen Hjalmar Westring, 1905 var han en av Oscar II:s kandidater till statsministerposten under unionskrisen efter Boström. Efter unionskrisen fortsatte han som generaldirektör i Postverket fram till sin död 1907 i den norska staden Narvik, där han var på ett studiebesök på Generalpoststyrelsens vägnar.

## Utmärkelser

### Svenska utmärkelser
- Riddare och kommendör av Kungl. Maj:ts orden (Serafimerorden), 1 december 1899.[2]

### Utländska utmärkelser
- Storkorset av Norska Sankt Olavs orden, 18 september 1897.[3][4]
- Storkorset av Danska Dannebrogorden, senast 1905.[3]
- Riddare av första klassen av Preussiska Röda örns orden, senast 1905.[3]
- Storkorset av Portugisiska Obefläckade avlelsens orden, senast 1905.[3]
- Riddare av Ryska Vita örnens orden, senast 1905.[3]
- Riddare av första klassen av Ryska Sankt Annas orden, senast 1905.[3]
- Storkorset av Österrikiska Frans Josefsorden, senast 1905.[3]
- Storofficer av Belgiska Leopoldsorden, senast 1905.[3]
- Kommendör av första klassen av Spanska Karl III:s orden, senast 1905.[3]